# Cabeceiras do Piauí
Cabeceiras do Piauí est une municipalité brésilienne située dans l'État du Piauí.